# Aludel

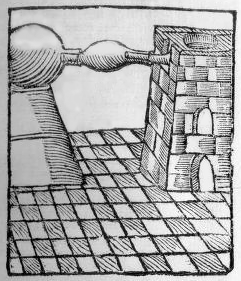
L'aludel

L’aludel, chiamato anche il vaso ermetico, uovo filosofale o vaso della filosofia, era un apparecchio di sublimazione utilizzato in alchimia. 
Il termine si riferisce a una serie di tubi o vasi senza fondo, di terracotta o ceramica, montati uno sopra l'altro, e digradanti di dimensione mentre avanzano verso l'alto. Nel più basso, simile a una pentola, veniva posta la sostanza da sublimare, il calore era fornito da un forno in cui l'apparecchio veniva collocato. Nella parte superiore vi era un raccoglitore per la condensa formatasi in corrente ascensionale. 
L'aludel, utilizzato come condensatore nel processo di sublimazione, costituiva quindi lo stadio finale della trasformazione alchemica, simbolo della creazione.